# Ashwaubenon
Ashwaubenon – wieś w Stanach Zjednoczonych, w stanie Wisconsin, w hrabstwie Brown.